# Widodo Putro
Widodo Putro (Java Central, Indonesia; 8 de noviembre de 1970) es un exfutbolista y entrenador de fútbol de Indonesia. Jugó como delantero y se hizo famoso por anotar un gol de chilena ante Arabia Saudita en la Copa Asiática 1996. Actualmente es el entrenador del Bhayangkara FC de la Liga 1 de Indonesia.

## Carrera

### Club
| Periodo   | Club             |
| --------- | ---------------- |
| 1990–1994 | Warna Agung      |
| 1994–1998 | Petrokimia Putra |
| 1998–2002 | Persija Jakarta  |
| 2002–2004 | Petrokimia Putra |

### Selección nacional
Jugó para Indonesia en 55 ocasiones entre 1991 y 1999, anotando 14 goles. Participó en la Copa Asiática 1996 y ganó la medalla de oro en los Juegos del Sudeste Asiático de 1991.

### Entrenador
| Periodo   | Club                  |
| --------- | --------------------- |
| 2012      | Indonesia sub-21      |
| 2013      | Gresik United         |
| 2015      | Persepam Madura Utama |
| 2016–2017 | Sriwijaya FC          |
| 2017–2018 | Bali United FC        |
| 2019–2022 | Persita Tangerang     |
| 2022–     | Bhayangkara FC        |

## Logros

### Club
Persija Jakarta
- Liga Indonesia: 2001

Petrokimia Putra
- Liga Indonesia: 2002

### Selección nacional
- Southeast Asian Games : 1991

### Individual
- Mejor Jugador de la Liga Indonesia: 1994–95
- Reto de Goles en la AFC Asian Cup[7]